# دسرباتی
دَسْرَباتی روستایی است  در  بخش مرکزی شهرستان هامون، استان سیستان و بلوچستان.
این روستا  در ۱۱ کیلومتری جنوب غربی شهر زابل و ۶ کیلومتری شمال محمدآباد  قرار دارد. روستای دسرباتی در مسیر جاده زابل- زاهدان و در دشت واقع شده و ارتفاع آن از سطح دریا ۴۸۰ متر  و آب و هوای آن گرم و خشک است.

## منبع
- کتاب گیتاشناسی ایران جلد سوم- عباس جعفری – چاپ ۱۳۸۴